# 青富乡
青富乡，是中华人民共和国四川省雅安市汉源县曾经下辖的一个乡。

## 行政区划
青富乡撤销前下辖以下地区：
青富村、富贤村和新建村。